# Stenoporpia umbraria
Stenoporpia umbraria là một loài bướm đêm trong họ Geometridae.